# Liste der Kulturdenkmale in Weismes
Dies ist eine Liste der Kulturdenkmale in der belgischen Gemeinde Weismes (Waimes).

## Liste
| Bezeichnung                                            | Baujahr/Architekt | Teilgemeinde | Adresse             | Koordinaten                | Objekt-Nr.?       | Bild                                         |
| ------------------------------------------------------ | ----------------- | ------------ | ------------------- | -------------------------- | ----------------- | -------------------------------------------- |
| Quadratischer Sockel der Hauptmann Säule (fr) (nl)     |                   |              |                     | 50° 29′ 58″ N, 6° 5′ 42″ O | 63080-CLT-0001-01 | Quadratischer Sockel der Hauptmann Säule     |
| "Boulte"-Säule (fr) (nl)                               |                   |              |                     | 50° 31′ 5″ N, 6° 3′ 53″ O  | 63080-CLT-0002-01 | "Boulte"-Säule                               |
| Grenzstein Luxemburg-Stavelot (fr) (nl)                |                   |              |                     | 50° 29′ 27″ N, 6° 6′ 30″ O | 63080-CLT-0003-01 | Grenzstein Luxemburg-Stavelot                |
| Grenzstein Luxemburg-Stavelot (fr) (nl)                |                   |              |                     | 50° 30′ 2″ N, 6° 5′ 38″ O  | 63080-CLT-0004-01 |                                              |
| Grenzstein Limburg-Luxemburg-Stavelot (fr) (nl)        |                   |              |                     | 50° 30′ 14″ N, 6° 5′ 27″ O | 63080-CLT-0005-01 | Grenzstein Limburg-Luxemburg-Stavelot        |
| Grenzstein Luxemburg-Stavelot (fr) (nl)                |                   |              |                     | 50° 30′ 30″ N, 6° 5′ 4″ O  | 63080-CLT-0006-01 | Grenzstein Luxemburg-Stavelot                |
| Grenzstein Limburg-Luxemburg (fr) (nl)                 |                   |              |                     | 50° 30′ 57″ N, 6° 5′ 14″ O | 63080-CLT-0007-01 |                                              |
| Grenzstein Tranchot, genannt „Pyramide“ (fr) (nl)      |                   |              |                     | 50° 30′ 6″ N, 6° 5′ 33″ O  | 63080-CLT-0008-01 | Grenzstein Tranchot, genannt „Pyramide“      |
| Grenzstein T.P. (fr) (nl)                              |                   |              |                     | 50° 30′ 6″ N, 6° 5′ 33″ O  | 63080-CLT-0009-01 |                                              |
| Hügel und Signal Baltia (fr) (nl)                      |                   |              |                     | 50° 30′ 6″ N, 6° 5′ 33″ O  | 63080-CLT-0010-01 | Hügel und Signal Baltia                      |
| Chor der St. Wendelin Kirche (fr) (nl)                 |                   |              | Sourbrodt           | 50° 28′ 22″ N, 6° 7′ 10″ O | 63080-CLT-0011-01 |                                              |
| Lindenbaum an einem Ort namens "Tiou" (fr) (nl)        |                   |              | Champagne-Gueuzaine | 50° 25′ 35″ N, 6° 7′ 47″ O | 63080-CLT-0012-01 |                                              |
| Ensemble Burg Reinhardstein und Warchetal (fr) (nl)    |                   |              |                     | 50° 26′ 52″ N, 6° 4′ 47″ O | 63080-CLT-0016-01 | Ensemble Burg Reinhardstein und Warchetal    |
| Grenzstein Limburg-Luxemburg (fr) (nl)                 |                   |              |                     | 50° 31′ 22″ N, 6° 5′ 8″ O  | 63080-CLT-0017-01 |                                              |
| Grenzstein B-W-KN (fr) (nl)                            |                   |              |                     | 50° 31′ 19″ N, 6° 5′ 9″ O  | 63080-CLT-0018-01 |                                              |
| Grenzstein B-P.155 (fr) (nl)                           |                   |              |                     | 50° 31′ 9″ N, 6° 4′ 1″ O   | 63080-CLT-0019-01 | Grenzstein B-P.155                           |
| Grenzstein B-P.156 (fr) (nl)                           |                   |              |                     | 50° 31′ 11″ N, 6° 4′ 23″ O | 63080-CLT-0020-01 | Grenzstein B-P.156                           |
| Grenzstein B-P.157 (fr) (nl)                           |                   |              |                     | 50° 31′ 18″ N, 6° 5′ 10″ O | 63080-CLT-0021-01 | Grenzstein B-P.157                           |
| Ensemble von mehreren historischen Elementen (fr) (nl) |                   |              |                     | 50° 31′ 32″ N, 6° 2′ 39″ O | 63080-CLT-0022-01 | Ensemble von mehreren historischen Elementen |